# National Hockey League 1998/1999
National Hockey League 1998/1999 var den 82:a säsongen av NHL, samtliga 27 lag spelade 82 grundseriesmatcher innan det avgjordes vilka 16 lag som gick vidare till slutspelet. Dallas Stars vann Stanley Cup för första gången efter seger i finalserien mot Buffalo Sabres med 4-2 i matcher. Brett Hull gjorde det avgörande målet för Dallas 14:51 in på den tredje förlängningsperioden. Det har diskuterats om målet var giltigt eller ej, då vissa hävdar att Brett Hull stod i målgården.
Nashville Predators, från Nashville i Tennessee, spelade sin första säsong i NHL.
Jaromír Jágr, Pittsburgh Penguins, vann poängligan på 127 poäng (44 mål + 83 assist). Det var femte säsongen i rad som en Pittsburgh-spelare vann poängligan.
Inför den här säsongen utökades ligan med två nya divisioner, Southeast Division i Eastern Conference och Northwest Division i Western Conference. Tre av divisionerna innehöll fyra lag medan resterande tre divisioner innehöll fem lag.

## Grundserien

### Eastern Conference
Not: SM = Spelade matcher, V = Vunna, O = Oavgjorda, F = Förlorade, GM = Gjorda mål, IM = Insläppta mål, Pts = Poäng, MSK = Målskillnad
- Lag i GRÖN färg till slutspel.
- Lag i RÖD färg har spelat klart för säsongen.

Lagen som kvalificerade sig för slutspel förutom de fyra divisionsvinnarna var de tolv lag (sex i varje konferens) som hade mest poäng i grundserien.
| Atlantic Division   | SM | V  | O  | F  | GM  | IM  | Pts | MSK |
| ------------------- | -- | -- | -- | -- | --- | --- | --- | --- |
| New Jersey Devils   | 82 | 47 | 11 | 24 | 248 | 196 | 105 | +52 |
| Philadelphia Flyers | 82 | 37 | 19 | 26 | 231 | 196 | 93  | +35 |
| Pittsburgh Penguins | 82 | 38 | 14 | 30 | 242 | 225 | 90  | +17 |
| New York Rangers    | 82 | 33 | 11 | 38 | 217 | 227 | 77  | -10 |
| New York Islanders  | 82 | 24 | 10 | 48 | 194 | 244 | 58  | -50 |

| Northeast Division  | SM | V  | O  | F  | GM  | IM  | Pts | MSK |
| ------------------- | -- | -- | -- | -- | --- | --- | --- | --- |
| Ottawa Senators     | 82 | 44 | 15 | 23 | 239 | 179 | 103 | +60 |
| Toronto Maple Leafs | 82 | 45 | 7  | 30 | 268 | 231 | 97  | +37 |
| Boston Bruins       | 82 | 39 | 13 | 30 | 214 | 181 | 91  | +33 |
| Buffalo Sabres      | 82 | 37 | 17 | 28 | 207 | 175 | 91  | +32 |
| Montreal Canadiens  | 82 | 32 | 11 | 39 | 184 | 209 | 75  | -25 |

| Southeast Division  | SM | V  | O  | F  | GM  | IM  | Pts | MSK  |
| ------------------- | -- | -- | -- | -- | --- | --- | --- | ---- |
| Carolina Hurricanes | 82 | 34 | 18 | 30 | 210 | 202 | 86  | +8   |
| Florida Panthers    | 82 | 30 | 18 | 34 | 210 | 228 | 78  | -18  |
| Washington Capitals | 82 | 31 | 6  | 45 | 200 | 218 | 68  | -18  |
| Tampa Bay Lightning | 82 | 19 | 9  | 54 | 179 | 292 | 47  | -113 |

### Western Conference
| Central Division    | SM | V  | O  | F  | GM  | IM  | Pts | MSK |
| ------------------- | -- | -- | -- | -- | --- | --- | --- | --- |
| Detroit Red Wings   | 82 | 43 | 7  | 32 | 245 | 202 | 93  | +43 |
| St. Louis Blues     | 82 | 37 | 13 | 32 | 237 | 209 | 87  | +28 |
| Chicago Blackhawks  | 82 | 29 | 12 | 41 | 202 | 248 | 70  | -46 |
| Nashville Predators | 82 | 28 | 7  | 47 | 190 | 261 | 63  | -71 |

| Northwest Division | SM | V  | O  | F  | GM  | IM  | Pts | MSK |
| ------------------ | -- | -- | -- | -- | --- | --- | --- | --- |
| Colorado Avalanche | 82 | 44 | 10 | 28 | 239 | 205 | 98  | +34 |
| Edmonton Oilers    | 82 | 33 | 12 | 37 | 230 | 226 | 78  | +4  |
| Calgary Flames     | 82 | 30 | 12 | 40 | 211 | 234 | 72  | -23 |
| Vancouver Canucks  | 82 | 23 | 12 | 47 | 192 | 258 | 58  | -66 |

| Pacific Division        | SM | V  | O  | F  | GM  | IM  | Pts | MSK |
| ----------------------- | -- | -- | -- | -- | --- | --- | --- | --- |
| Dallas Stars            | 82 | 51 | 12 | 19 | 236 | 168 | 114 | +68 |
| Phoenix Coyotes         | 82 | 39 | 12 | 31 | 205 | 197 | 90  | +8  |
| Mighty Ducks of Anaheim | 82 | 35 | 13 | 34 | 215 | 206 | 83  | +9  |
| San Jose Sharks         | 82 | 31 | 18 | 33 | 196 | 191 | 80  | +5  |
| Los Angeles Kings       | 82 | 32 | 5  | 45 | 189 | 222 | 69  | -33 |

## Poängligan
Not: SM = Spelade matcher, M = Mål, A = Assists, Pts = Poäng
| Spelare        | Lag                | SM | M  | A  | Pts |
| -------------- | ------------------ | -- | -- | -- | --- |
| Jaromír Jágr   | Pittsburgh         | 81 | 44 | 83 | 127 |
| Teemu Selänne  | Anaheim            | 75 | 47 | 60 | 107 |
| Paul Kariya    | Anaheim            | 82 | 39 | 62 | 101 |
| Peter Forsberg | Colorado           | 78 | 30 | 67 | 97  |
| Joe Sakic      | Colorado           | 73 | 41 | 55 | 96  |
| Aleksej Jasjin | Ottawa             | 82 | 44 | 50 | 94  |
| Eric Lindros   | Philadelphia       | 71 | 40 | 53 | 93  |
| Theoren Fleury | Calgary / Colorado | 75 | 40 | 53 | 93  |
| John LeClair   | Philadelphia       | 76 | 43 | 47 | 90  |
| Pavol Demitra  | St Louis           | 82 | 37 | 52 | 89  |

## Slutspelet
16 lag gör upp om Stanley Cup. Samtliga matchserier avgörs i bäst av sju matcher.
|  | Kvartsfinaler inom konferensen | Kvartsfinaler inom konferensen        | Kvartsfinaler inom konferensen |   |                     | Semifinaler inom konferensen | Semifinaler inom konferensen | Semifinaler inom konferensen |                   |                   | Finaler inom konferensen | Finaler inom konferensen | Finaler inom konferensen |  |  | Stanley Cup-finalen | Stanley Cup-finalen | Stanley Cup-finalen |
|  |                                |                                       |                                |   |                     |                              |                              |                              |                   |                   |                          |                          |                          |  |  |                     |                     |                     |
|  | 1                              | New Jersey Devils                     | 3                              |   |                     | 4                            | Toronto Maple Leafs          | 4                            |                   |                   |                          |                          |                          |  |  |                     |                     |                     |
|  | 8                              | Pittsburgh Penguins                   | 4                              |   |                     | 8                            | Pittsburgh Penguins          | 2                            |                   |                   |                          |                          |                          |  |  |                     |                     |                     |
|  |                                |                                       |                                |   |                     |                              |                              |                              |                   |                   |                          |                          |                          |  |  |                     |                     |                     |
|  | 2                              | Ottawa Senators                       | 0                              |   |                     |                              |                              |                              | Östra konferensen | Östra konferensen | Östra konferensen        | Östra konferensen        | Östra konferensen        |  |  |                     |                     |                     |
|  | 2                              | Ottawa Senators                       | 0                              |   |                     |                              |                              |                              | Östra konferensen | Östra konferensen | Östra konferensen        | Östra konferensen        | Östra konferensen        |  |  |                     |                     |                     |
|  | 7                              | Buffalo Sabres                        | 4                              |   |                     |                              |                              |                              |                   |                   |                          |                          |                          |  |  |                     |                     |                     |
|  | 7                              | Buffalo Sabres                        | 4                              |   |                     |                              |                              |                              |                   | 4                 | Toronto Maple Leafs      | 1                        |                          |  |  |                     |                     |                     |
|  |                                |                                       |                                |   |                     |                              |                              |                              |                   | 4                 | Toronto Maple Leafs      | 1                        |                          |  |  |                     |                     |                     |
|  |                                | 7                                     | Buffalo Sabres                 | 4 |                     |                              |                              |                              |                   |                   |                          |                          |                          |  |  |                     |                     |                     |
|  | 3                              | 7                                     | Buffalo Sabres                 | 4 | Carolina Hurricanes | 2                            |                              |                              |                   |                   |                          |                          |                          |  |  |                     |                     |                     |
|  | 3                              |                                       |                                |   | Carolina Hurricanes | 2                            |                              |                              |                   |                   |                          |                          |                          |  |  |                     |                     |                     |
|  | 6                              | Boston Bruins                         | 4                              |   |                     |                              |                              |                              |                   |                   |                          |                          |                          |  |  |                     |                     |                     |
|  | 6                              | Boston Bruins                         | 4                              |   |                     |                              |                              |                              |                   |                   |                          |                          |                          |  |  |                     |                     |                     |
|  |                                |                                       |                                |   |                     |                              |                              |                              |                   |                   |                          |                          |                          |  |  |                     |                     |                     |
|  |                                |                                       |                                |   |                     |                              |                              |                              |                   |                   |                          |                          |                          |  |  |                     |                     |                     |
|  | 4                              | Toronto Maple Leafs                   | 4                              |   | 6                   | Boston Bruins                | 2                            |                              |                   |                   |                          |                          |                          |  |  |                     |                     |                     |
|  | 4                              | Toronto Maple Leafs                   | 4                              |   | 6                   | Boston Bruins                | 2                            |                              |                   |                   |                          |                          |                          |  |  |                     |                     |                     |
|  | 5                              | Philadelphia Flyers                   | 2                              |   |                     | 7                            | Buffalo Sabres               | 4                            |                   |                   |                          |                          |                          |  |  |                     |                     |                     |
|  | 5                              | Philadelphia Flyers                   | 2                              |   |                     |                              |                              |                              |                   | E7                | Buffalo Sabres           | 2                        |                          |  |  |                     |                     |                     |
|  |                                | (Lagen omseedas efter kvartfinalerna) |                                |   |                     |                              |                              |                              |                   | E7                | Buffalo Sabres           | 2                        |                          |  |  |                     |                     |                     |
|  |                                | W1                                    | Dallas Stars                   | 4 |                     |                              |                              |                              |                   |                   |                          |                          |                          |  |  |                     |                     |                     |
|  | 1                              | W1                                    | Dallas Stars                   | 4 | Dallas Stars        | 4                            |                              |                              | 1                 | Dallas Stars      | 4                        |                          |                          |  |  |                     |                     |                     |
|  | 1                              |                                       |                                |   | Dallas Stars        | 4                            |                              |                              | 1                 | Dallas Stars      | 4                        |                          |                          |  |  |                     |                     |                     |
|  | 8                              | Edmonton Oilers                       | 0                              |   |                     | 5                            | St. Louis Blues              | 2                            |                   |                   |                          |                          |                          |  |  |                     |                     |                     |
|  | 8                              | Edmonton Oilers                       | 0                              |   |                     | 5                            | St. Louis Blues              | 2                            |                   |                   |                          |                          |                          |  |  |                     |                     |                     |
|  |                                |                                       |                                |   |                     |                              |                              |                              |                   |                   |                          |                          |                          |  |  |                     |                     |                     |
|  | 2                              | Colorado Avalanche                    | 4                              |   |                     |                              |                              |                              |                   |                   |                          |                          |                          |  |  |                     |                     |                     |
|  | 2                              | Colorado Avalanche                    | 4                              |   |                     |                              |                              |                              |                   |                   |                          |                          |                          |  |  |                     |                     |                     |
|  | 7                              | San Jose Sharks                       | 2                              |   |                     |                              |                              |                              |                   |                   |                          |                          |                          |  |  |                     |                     |                     |
|  | 7                              | San Jose Sharks                       | 2                              |   |                     |                              |                              |                              | 1                 | Dallas Stars      | 4                        |                          |                          |  |  |                     |                     |                     |
|  |                                |                                       |                                |   |                     |                              |                              |                              | 1                 | Dallas Stars      | 4                        |                          |                          |  |  |                     |                     |                     |
|  |                                | 2                                     | Colorado Avalanche             | 3 |                     |                              |                              |                              |                   |                   |                          |                          |                          |  |  |                     |                     |                     |
|  | 3                              | 2                                     | Colorado Avalanche             | 3 | Detroit Red Wings   | 4                            |                              |                              |                   |                   |                          |                          |                          |  |  |                     |                     |                     |
|  | 3                              |                                       |                                |   | Detroit Red Wings   | 4                            |                              |                              |                   |                   |                          |                          |                          |  |  |                     |                     |                     |
|  | 6                              | Mighty Ducks of Anaheim               | 0                              |   |                     |                              |                              |                              |                   |                   | Västra konferensen       | Västra konferensen       | Västra konferensen       |  |  |                     |                     |                     |
|  | 6                              | Mighty Ducks of Anaheim               | 0                              |   |                     |                              |                              |                              |                   |                   | Västra konferensen       | Västra konferensen       | Västra konferensen       |  |  |                     |                     |                     |
|  |                                |                                       |                                |   |                     |                              |                              |                              |                   |                   |                          |                          |                          |  |  |                     |                     |                     |
|  | 4                              | Phoenix Coyotes                       | 3                              |   | 2                   | Colorado Avalanche           | 4                            |                              |                   |                   |                          |                          |                          |  |  |                     |                     |                     |
|  | 4                              | Phoenix Coyotes                       | 3                              |   | 2                   | Colorado Avalanche           | 4                            |                              |                   |                   |                          |                          |                          |  |  |                     |                     |                     |
|  | 5                              | St. Louis Blues                       | 4                              |   |                     | 3                            | Detroit Red Wings            | 2                            |                   |                   |                          |                          |                          |  |  |                     |                     |                     |

### Stanley Cup-finalen
Dallas Stars vs. Buffalo Sabres
Dallas Stars vann finalserien med 4-2 i matcher

## Poängligan slutspelet
Not: SM = Spelade matcher, M = Mål, A = Assists, Pts = Poäng
| Spelare             | Lag      | SM | M  | A  | Pts |
| ------------------- | -------- | -- | -- | -- | --- |
| Peter Forsberg      | Colorado | 19 | 8  | 16 | 24  |
| Mike Modano         | Dallas   | 23 | 5  | 18 | 23  |
| Joe Nieuwendyk      | Dallas   | 23 | 11 | 10 | 21  |
| Joe Sakic           | Colorado | 19 | 6  | 13 | 19  |
| Jamie Langenbrunner | Dallas   | 23 | 10 | 7  | 17  |
| Theoren Fleury      | Colorado | 18 | 5  | 12 | 17  |
| Mats Sundin         | Toronto  | 17 | 8  | 8  | 16  |

## Debutanter
Några kända debutanter under säsongen:
| - Martin St. Louis, Calgary Flames - Chris Drury, Colorado Avalanche - Milan Hejduk, Colorado Avalanche - Tom Poti, Edmonton Oilers - Dan Boyle, Florida Panthers - Jason Blake, Los Angeles Kings - Kārlis Skrastiņš, Nashville Predators | - Kimmo Timonen, Nashville Predators - John Madden, New Jersey Devils - Eric Brewer, New York Islanders - Sami Salo, Ottawa Senators - Vincent Lecavalier, Tampa Bay Lightning - Tomáš Kaberle, Toronto Maple Leafs |

## Sista matchen

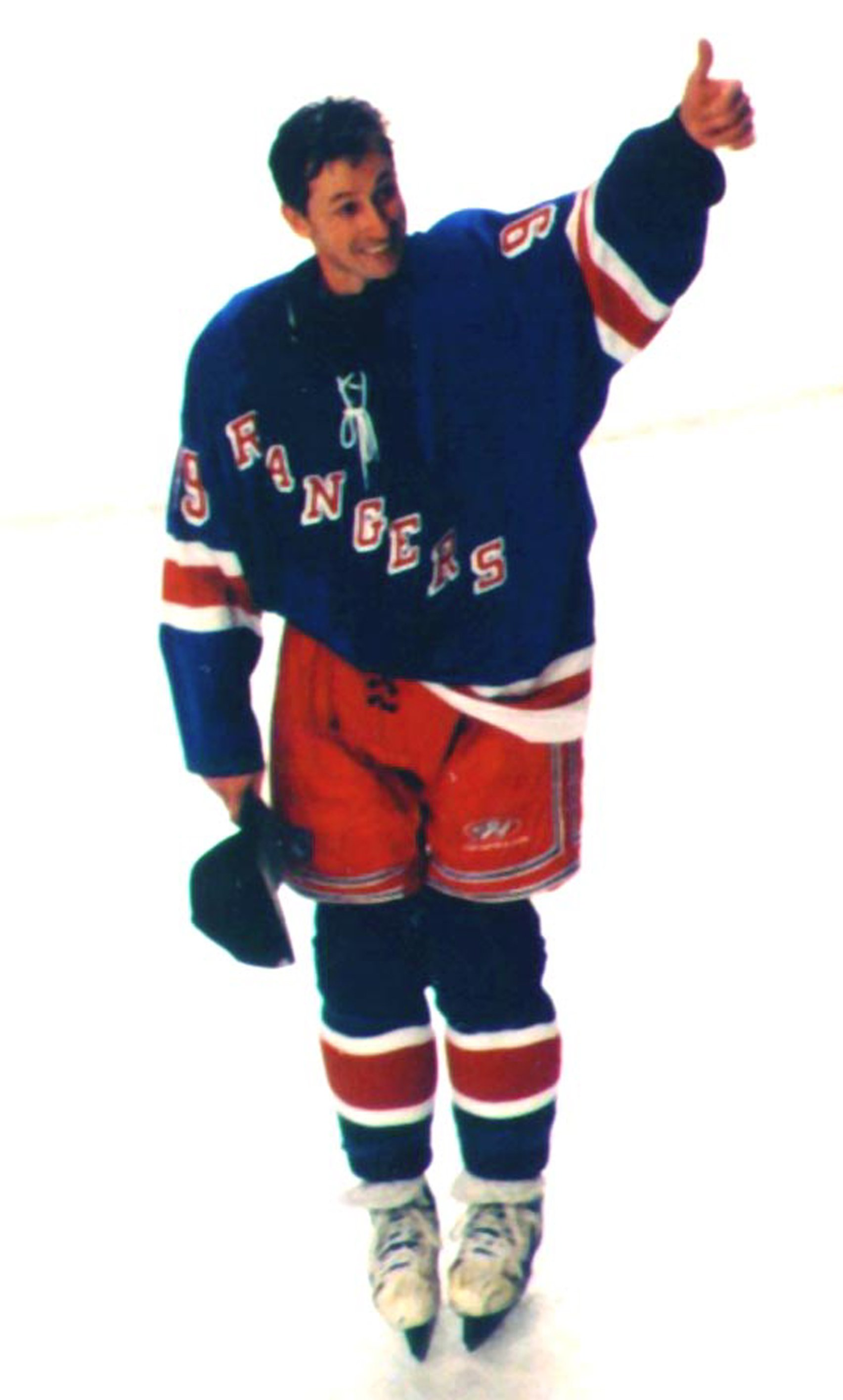
Wayne Gretzky tackar för karriären.

Bland de som gjorde sin sista säsongen i NHL märks:
| - Tomas Sandström, Mighty Ducks of Anaheim - Steve Chiasson, Carolina Hurricanes - Petr Klima, Detroit Red Wings - Dino Ciccarelli, Florida Panthers - Bob Carpenter, New Jersey Devils - Craig Janney, New York Islanders | - Esa Tikkanen, New York Rangers - Wayne Gretzky, New York Rangers - Ron Hextall, Philadelphia Flyers - Bernie Nicholls, San Jose Sharks - Jim Carey, St. Louis Blues - Brian Bellows, Washington Capitals |

## NHL awards
| NHL awards 1998–1999             | NHL awards 1998–1999                   |
| -------------------------------- | -------------------------------------- |
| Presidents' Trophy:              | Dallas Stars                           |
| Prince of Wales Trophy:          | Buffalo Sabres                         |
| Clarence S. Campbell Bowl:       | Dallas Stars                           |
| Art Ross Memorial Trophy:        | Jaromír Jágr, Pittsburgh Penguins      |
| Bill Masterton Memorial Trophy:  | John Cullen, Tampa Bay Lightning       |
| Calder Memorial Trophy:          | Chris Drury, Colorado Avalanche        |
| Conn Smythe Trophy:              | Joe Nieuwendyk, Dallas Stars           |
| Frank J. Selke Trophy:           | Jere Lehtinen, Dallas Stars            |
| Hart Memorial Trophy:            | Jaromír Jágr, Pittsburgh Penguins      |
| Jack Adams Award:                | Jacques Martin, Ottawa Senators        |
| James Norris Memorial Trophy:    | Al MacInnis, St. Louis Blues           |
| King Clancy Memorial Trophy:     | Rob Ray, Buffalo Sabres                |
| Lady Byng Memorial Trophy:       | Wayne Gretzky, New York Rangers        |
| Lester B. Pearson Award:         | Jaromír Jágr, Pittsburgh Penguins      |
| Maurice "Rocket" Richard Trophy: | Teemu Selänne, Mighty Ducks of Anaheim |
| NHL Plus/Minus Award:            | John LeClair, Philadelphia Flyers      |
| Vezina Trophy:                   | Dominik Hašek, Buffalo Sabres          |
| William M. Jennings Trophy:      | Ed Belfour & Roman Turek, Dallas Stars |
| Lester Patrick Trophy:           | Harry Sinden                           |

## All-Star
| Första laget                         | Position | Andra laget                            |
| ------------------------------------ | -------- | -------------------------------------- |
| Dominik Hašek, Buffalo Sabres        | M        | Byron Dafoe, Boston Bruins             |
| Al MacInnis, St. Louis Blues         | B        | Ray Bourque, Boston Bruins             |
| Nicklas Lidström, Detroit Red Wings  | B        | Éric Desjardins, Philadelphia Flyers   |
| Peter Forsberg, Colorado Avalanche   | C        | Aleksej Jasjin, Ottawa Senators        |
| Jaromír Jágr, Pittsburgh Penguins    | HF       | Teemu Selänne, Mighty Ducks of Anaheim |
| Paul Kariya, Mighty Ducks of Anaheim | VF       | John LeClair, Philadelphia Flyers      |